# Conrad II
Conrad II – typ morskiego jachtu z ożaglowaniem typu slup, zaprojektowanego przez R. Langera i K. Michalskiego w 1958 r.

## Historia
Conrad II był roboczą nazwą projektu konstruktorów Ryszarda Langera i Kazimierza Michalskiego z Zakładów Szkutniczych LPŻ, przygotowanego w miejsce pierwszej wersji, zaprojektowanej w 1958 r. przez inż. Piotra Niewmierzyckiego, na zlecenie Klubu Sportów Wodnych w Łodzi. Pierwszy Conrad, z powodu zbyt wysokich kosztów produkcji, nie doczekał się realizacji, zbudowano wersję drugą i na cześć sponsora, Zakładów Chemicznych „Boruta” w Zgierzu, nazwano Boruta.
Conrad II był jedną z pierwszych powojennych konstrukcji zaprojektowanych i budowanych w Polsce. Produkcją zajmowały się Zakłady Szkutnicze Ligi Przyjaciół Żołnierza w Szczecinie, które zbudowały łącznie 14 sztuk. Bardzo często mylony jest z Vegą, która była rozwinięciem Conrada II.

## Jachty typu Conrad II

### Boruta
V-PZ-18, późn. PZ-118, zbudowany w 1960 r. prototyp serii Conradów II. Matką chrzestną została mgr inż. Elżbieta Solecka ze zakładów chemicznych „Boruta”. Odbył wiele dalekich rejsów, między innymi dookoła Atlantyku. Zniszczał na brzegu.

### Cefeusz
V-PZ-20, zbudowany w 1961 r. dla Ligi Przyjaciół Żołnierza w Gdańsku. Zatonął 25.09.1966 po wejściu na falochron zachodni w Górkach. Zginęło 5 osób.

### Dziwna
V-PZ-23, późn. PZ-123, zbudowany w 1961 r. dla Centralnego Ośrodka Żeglarstwa Morskiego PZŻ w Trzebieży. Wycofany z eksploatacji w latach 80 i zastąpiony przez jacht typu J-80 o tej samej nazwie.

### Hermes II
zbudowany ze środków prywatnych w 1962 r. przez Bronislovasa Rožinskasa (Bronisława Rożyńskiego), żeglarza urodzonego w 1912 r. w Szadowie na Litwie. 7 września 1962 r. Rožinskas, wraz z trzema Polakami (Bogdanem Dacko, Jerzym Szalajko, Zbigniewem Pawlakiem), wypłynął Hermesem II w rejs ze Szczecina do USA, do swojego brata Alfreda. Wyprawa została okrzyknięta w prasie pierwszą powojenną wyprawą atlantycką polskiego jachtu. Po przepłynięciu przez Kanał Panamski do Kalifornii jacht zgnił na brzegu w San Diego.

### Ina
V-PZ-36, późn. PZ-36, zbudowany w 1961 r. dla Centralnego Ośrodka Żeglarstwa Morskiego PZŻ w Trzebieży. Wycofany z eksploatacji w latach 80 i zastąpiony przez jacht typu J-80 o tej samej nazwie.

### Jarl
V-PZ-34, późn. PZ-134, zbudowany w 1961 r. dla Żeglarskiego Klubu Turystycznego „Rejsy”, matką chrzestną została Zofia Sumińska. Obecnie w prywatnych rękach.

### Karolinka
V-PZ-22, późn. PZ-122, zbudowany w 1961 r. dla koła PTTK „Tramp” w Katowicach. Wycofany z eksploatacji w latach 80 i zastąpiony przez jacht typu Conrad 45 o tej samej nazwie.

### Kaszub
V-PZ-38, późn. PZ-38, zbudowany w 1961 r. dla Jacht Klubu Marynarki Wojennej „Kotwica” w Gdyni.

### Ludmiła
V-PZ-17, późn. PZ-117, zbudowany w 1960 r. dla Jachtklubu „Cztery Wiatry” w Świnoujściu. Później eksploatowany przez ZKS „Orkan”. Według informacji od konstruktora był to pierwszy Conrad II.

### Perseusz
V-PZ-19, późn. PZ-119, zbudowany w 1961 r. dla Ligi Przyjaciół Żołnierza w Gdańsku.

### Piana
V-PZ-24, późn. PZ-124, zbudowany w 1961 r. dla Centralnego Ośrodka Żeglarstwa Morskiego PZŻ w Trzebieży. Wycofany z eksploatacji w latach 80 i zastąpiony przez jacht typu J-80 o tej samej nazwie.

### Pomorzanin → Elem
V-PZ-39, późn. PZ-39, zbudowany w 1962 r. dla Jacht Klubu Marynarki Wojennej „Kotwica” w Gdyni. Na początku lat 80. przekazany do klubu Ligi Morskiej w Wolinie, zmienił nazwę na „Elem”/PZ-1593 (późn. POL-1593). Po niedawnym remoncie jest w tej chwili jedynym pływającym Conradem II.

### Rusłan
Rusłan V-PZ-16, późn. PZ-116 zbudowany w 1960 r. dla Jachtklubu „Cztery Wiatry” w Świnoujściu. Później eksploatowany przez ZKS „Orkan”.

### Sawa → Bushi
V-PZ-35, późn. PZ-135, zbudowany w 1961 r. dla Ligi Przyjaciół Żołnierza w Warszawie. Później przejęty przez Warszawski OZŻ i eksploatowany przez Klub Morski PTTK „Bryza”. 10 września 1978 r. wszedł na mieliznę u wybrzeży Estonii, lecz został uratowany. Od 27 marca 1990 r. nosi nazwę „Bushi”.